# クピッター駅
クピッター駅（フィンランド語: Kupittaan rautatieasema、スウェーデン語: Kuppis järnvägsstation）はフィンランド・トゥルク市クピッター地区にある鉄道駅である。クピッター駅はトゥルク中央駅の東側3kmにあり周辺にはノキアや富士通等の300あまりの先端企業やトゥルク大学等の教育機関の施設が集まるトゥルクサイエンスパークがある。クピッター地区はトゥルクのビジネス地区であるため、クッピター駅にはヘルシンキ・トゥルク間を結ぶ全ての列車が停車する。路線バスは市内線の32、42、58番の各系統と110番が連絡している。